# Anthony Briscoe
Anthony Maurice Briscoe (born 16 tháng 8 năm 1978) là một cầu thủ bóng đá thi đấu ở vị trí tiền đạo cho Shrewsbury Town ở Football League.
Ông ra mắt cho Shrews ngày 1 tháng 2 năm 1997 trong thất bại 2–0 tại Second Division trước Bristol Rovers tại Memorial Ground. Ông vào sân từ ghế dự bị thay cho Nick Ward.